# Les Loups de la frontière
Pour les articles homonymes, voir The Border Legion.
Pour plus de détails, voir Fiche technique et Distribution.
Les Loups de la frontière (The Border Legion) est un film américain réalisé par William K. Howard et sorti en 1924.
Il s'agit d'une adaptation du roman The Border Legion de Zane Grey paru en 1916.

## Fiche technique
- Titre original : The Border Legion
- Réalisation : William K. Howard
- Scénario : George C. Hull d'après The Border Legion de Zane Grey[1]
- Producteur : Adolph Zukor, Jesse L. Lasky
- Photographie : Alvin Wyckoff
- Production : Famous Players-Lasky
- Distributeur : Paramount Pictures
- Genre : Western
- Durée : 70 minutes (7 bobines)
- Dates de sortie : 
  - New York : 19 octobre 1924
  - États-Unis : 24 novembre 1924
  - France : 2 octobre 1925

## Distribution

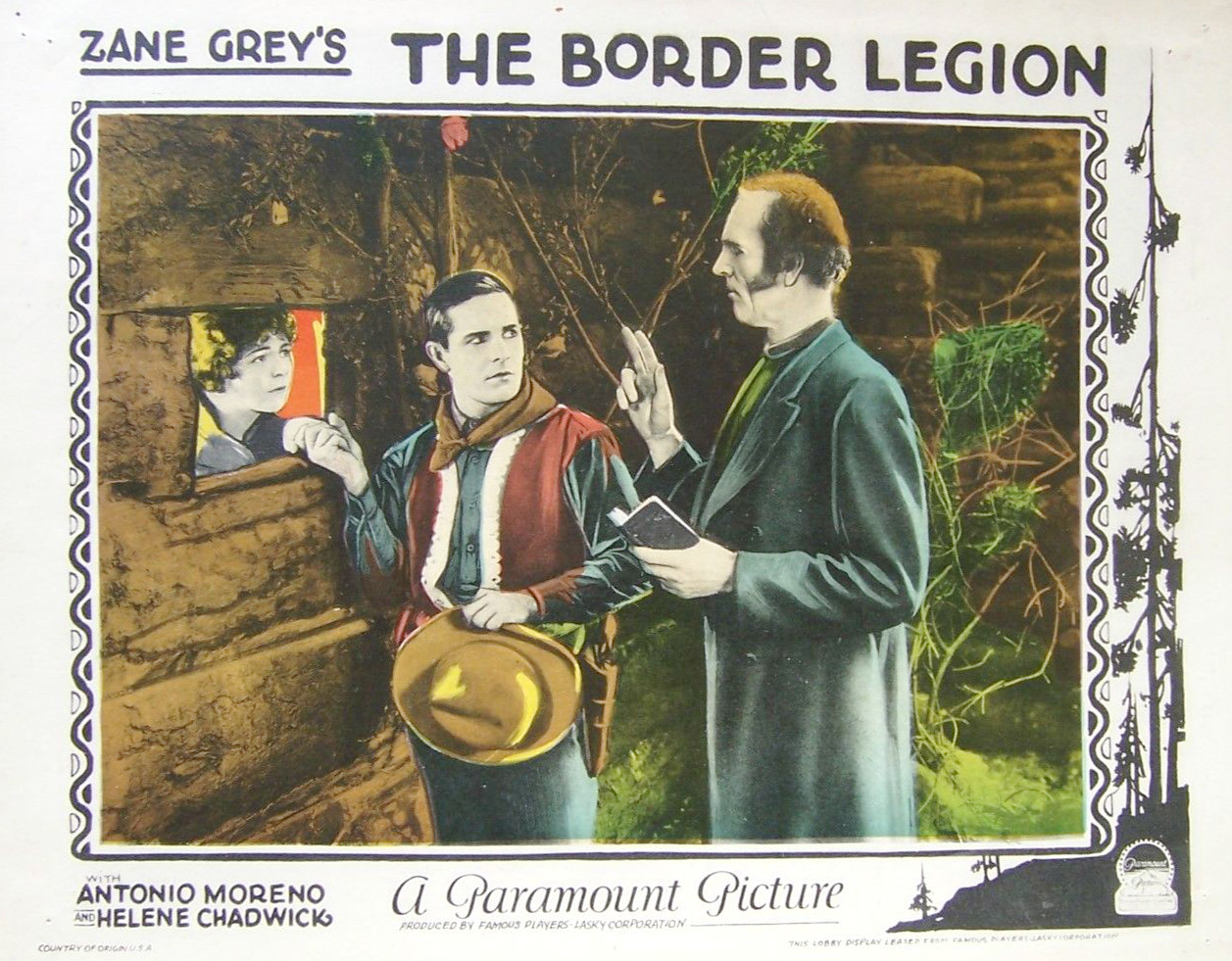
Carte promotionnelle du film.

- Antonio Moreno : Jim Cleve
- Helene Chadwick : Joan Randle
- Rockliffe Fellowes : Kells
- Gibson Gowland : Gulden
- Charles Ogle : Harvey Roberts
- Jim Corey : Pearce
- Eddie Gribbon : Blicky
- Luke Cosgrave : Bill Randle